# Minettia czernyi
Minettia czernyi är en tvåvingeart som beskrevs av Amnon Freidberg 1990. Minettia czernyi ingår i släktet Minettia och familjen lövflugor.
Artens utbredningsområde är Israel. Inga underarter finns listade i Catalogue of Life.